# Refugi dels Estanys d'Ensagents
Il refugi dels Estanys d'Ensagents è un rifugio alpino che si trova nella parrocchia di Encamp a 2.420 m d'altezza.

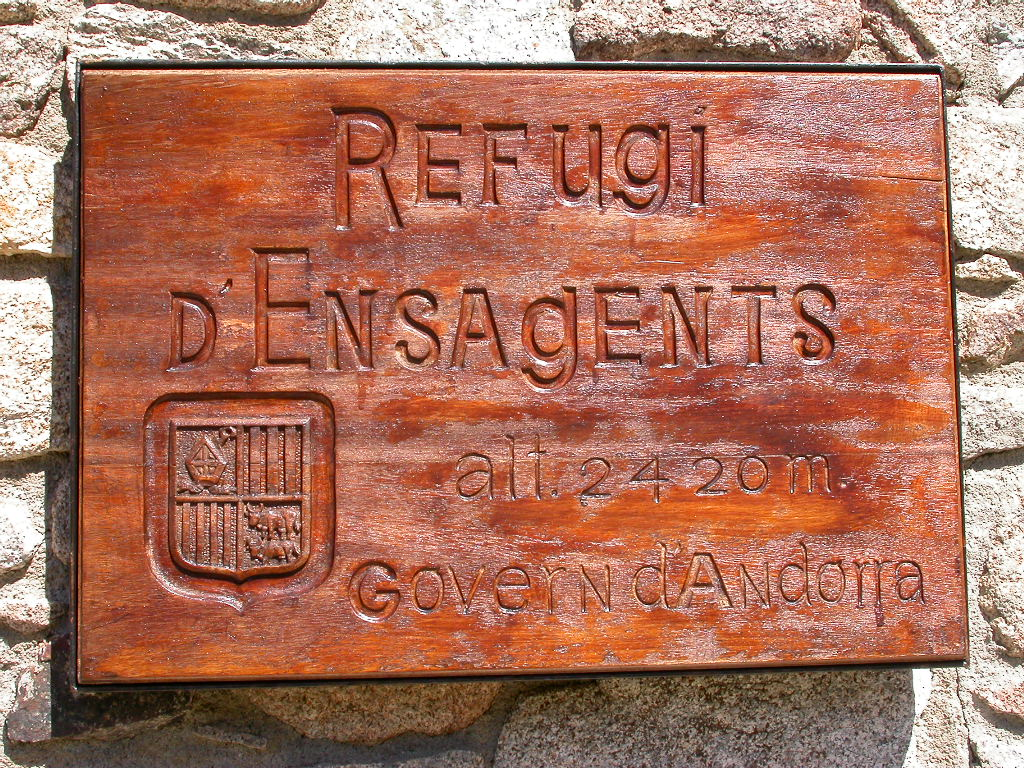
Placca all'esterno del rifugio.